# Équipe cycliste FDJ-Suez
L'équipe cycliste FDJ-Suez est une équipe cycliste féminine professionnelle française créée en 2006. Elle est dirigée par Emmanuelle Merlot, présidente et Stephen Delcourt, manager général. Damien Pommereau en a été le directeur sportif de 2006 à 2011, l'année suivante Paul Brousse le remplace. En 2016, Nicolas Marche dirige l'équipe, rejoint en 2017 par Alexis Loiseau. 
En 2018, Nicolas Maire et Cédric Barre sont les nouveaux directeurs sportifs.
L'équipe masculine Groupama-FDJ évolue également au niveau World Tour. Il s'agit de deux structures différentes, mais qui partagent un sponsor et des programmes communs.

## Histoire

### 2020: arrivée en première division mondiale

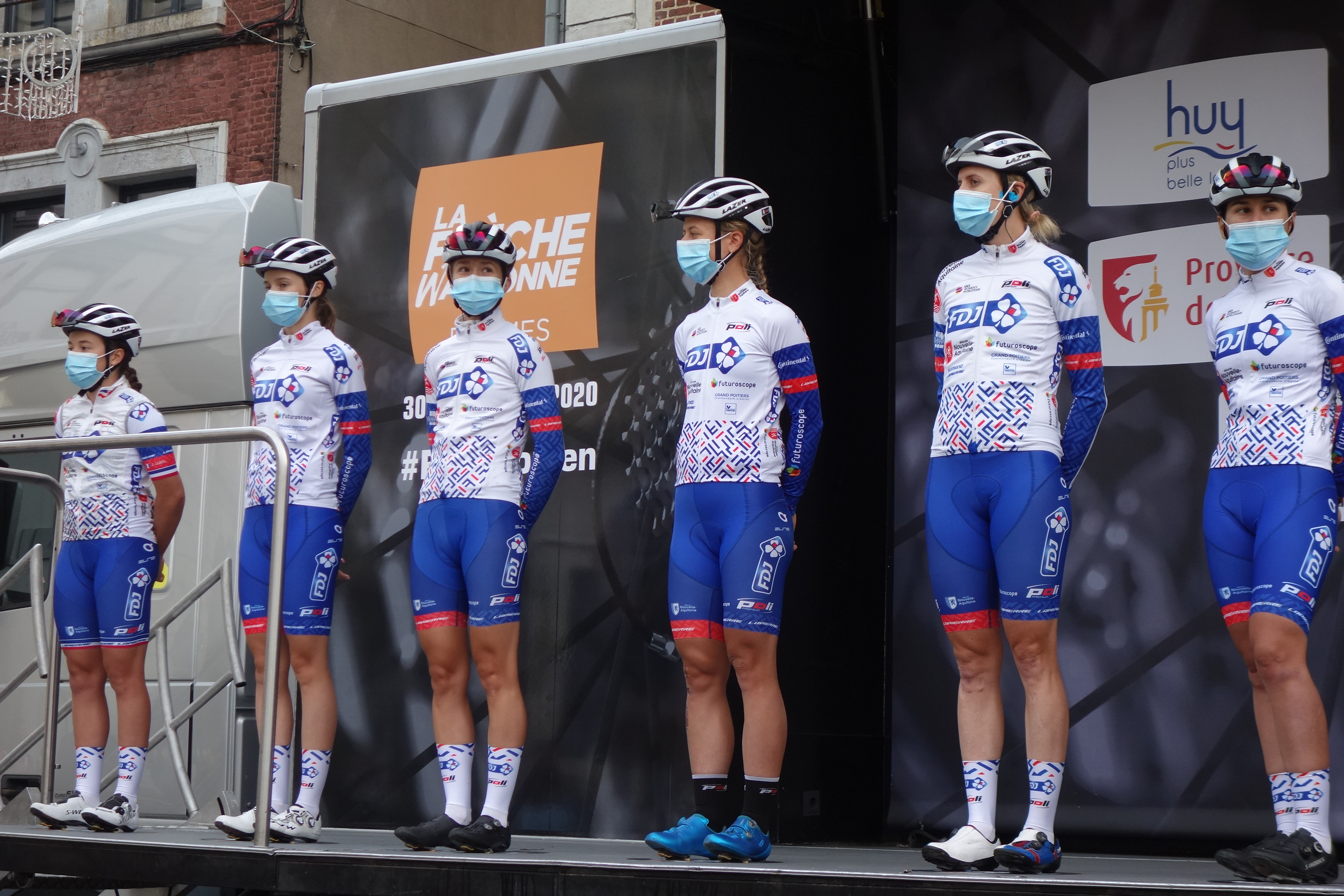
Équipe au départ de la Flèche wallonne

L'équipe accède au statut de WorldTeam, la première division du cyclisme féminin. Cecilie Uttrup Ludwig est la principale recrue. Brodie Chapman rejoint également l'équipe tandis que  Charlotte Becker, Coralie Demay, Charlotte Bravard et Greta Richioud la quittent.
Cecilie Uttrup Ludwig apporte les principaux résultats. Elle remporte le Tour d'Émilie. Elle finit quatrième et meilleure grimpeuse du Tour d'Italie. Elle est ensuite deuxième de la Flèche wallonne. Elle est également septième des Strade Bianche. Stine Borgli est dixième du Grand Prix de Plouay. Emilia Fahlin est septième de La course by Le Tour de France. Eugénie Duval est dixième des Trois Jours de La Panne. Brodie Chapman gagne la Race Torquay et finit dixième de la Cadel Evans. Évita Muzic remporte une étape du Tour d'Italie en échappée. Lors du bilan, Cecilie Uttrup Ludwig est neuvième du classement UCI et dixième du World Tour. FDJ-Nouvelle Aquitaine-Futuroscope est dixième du classement par équipes UCI et neuvième du World Tour.

### 2021:8edu classement mondial UCI
L'effectif est quasiment identique, avec l'arrivée de la baroudeuse Marta Cavalli et l'arrêt de Shara Marche. Cecilie Uttrup Ludwig démontre une grande régularité tout au long de la saison. Elle est ainsi neuf fois dans le top 10 de courses de l'UCI World tour avec notamment une troisième place sur le Trofeo Alfredo Binda-Comune di Cittiglio et la seconde place sur La course by Le Tour de France. Elle gagne également une étape du Tour de Burgos. Marta Cavalli progresse, elle est sixième du Tour des Flandres et du Tour d'Italie, ainsi que quatrième du Ceratizit Challenge by La Vuelta. Emilia Fahlin est sixième de Gand-Wevelgem. Évita Muzic devient championne de France sur route, est cinquième de la Classique de Saint-Sébastien et du Grand Prix de Plouay. Clara Copponi se classe deuxième du Women's Tour. Cecilie Uttrup Ludwig est neuvième du classement mondial et cinquième du World Tour. FDJ-Nouvelle Aquitaine-Futuroscope est respectivement huitième et quatrième des classements par équipes de ces compétitions.

### 2022: victoire d’étape sur le Tour de France,4edu classement mondial UCI

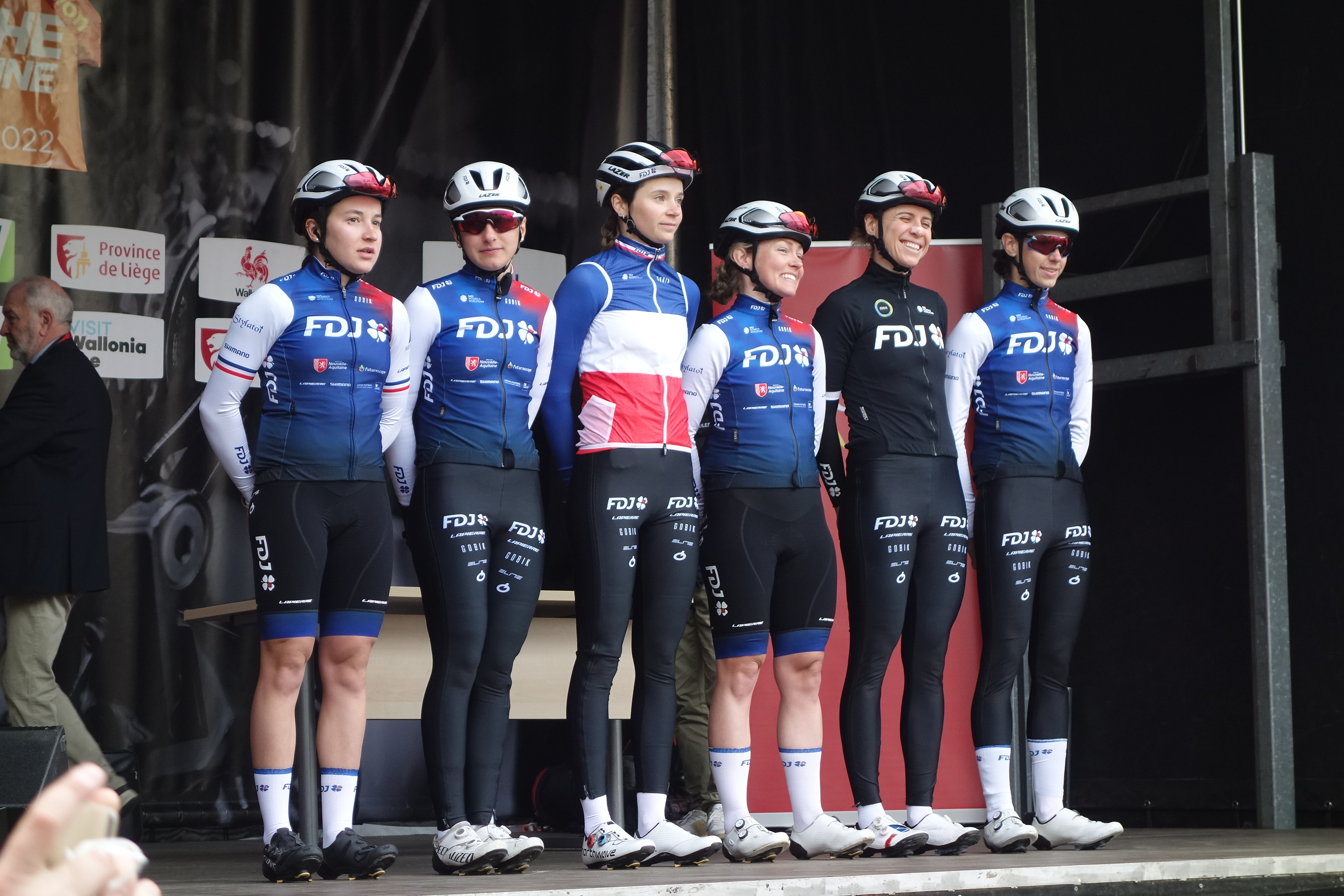
Équipe à la Flèche wallonne

L'effectif est quasiment identique, avec l'arrivée de la baroudeuse Grace Brown. Marta Cavalli confirme au plus haut niveau. Elle remporte l'Amstel Gold Race et la Flèche wallonne. Elle est ensuite la seule à pouvoir rivaliser avec Annemiek van Vleuten au Tour d'Italie qu'elle termine deuxième. Elle est victime de malchance au Tour de France et doit abandonner. Sa fin de saison est plus discrète. Elle se classe aussi cinquième de Paris-Roubaix et quatrième du Tour du Pays basque. Cecilie Uttrup Ludwig commence la saison avec une cinquième place sur les Strade Bianche et une sixième place sur le Tour des Flandres. Elle gagne le championnat du Danemark avant de s'imposer sur une étape du Tour de France, qu'elle termine à la septième place. Elle gagne ensuite une étape et le classement général du Tour de Scandinavie. Elle est cinquième du Ceratizit Challenge by La Vuelta et fait partie des meilleures lors des championnats du monde où elle est aussi cinquième. Grace Brown devient championne d'Australie du contre-la-montre. Elle est deuxième à Liège-Bastogne-Liège, gagne une étape du Women's Tour et du Ceratizit Challenge by La Vuelta. Elle est deuxième du championnat du monde contre-la-montre. Evita Muzic confirme sa progression avec une deuxième place sur le Tour de Burgos, une huitième place au Tour de France et une sixième place au Tour de Romandie. Elle gagne également la Alpes Grésivaudan Classic. Clara Copponi est quatrième du Tour de Drenthe et gagne une étape du Women's Tour. Sur piste, elle revient des championnats d'Europe avec trois médailles et des mondiaux avec deux. Vittoria Guazzini gagne le championnats du monde relais avec l'Italie, ainsi que le championnat du monde de poursuite par équipes. Elle quatrième du championnat du monde contre-la-montre. Brodie Chapman gagne le Grand Prix de Chambéry. Enfin, Marie Le Net lève les bras à La Picto-Charentaise. Cecilie Uttrup Ludwig est neuvième du classement UCI et Marta Cavalli septième du World Tour. La formation est quatrième des deux classements par équipes.

### 2023: maintien dans le top 5 mondial

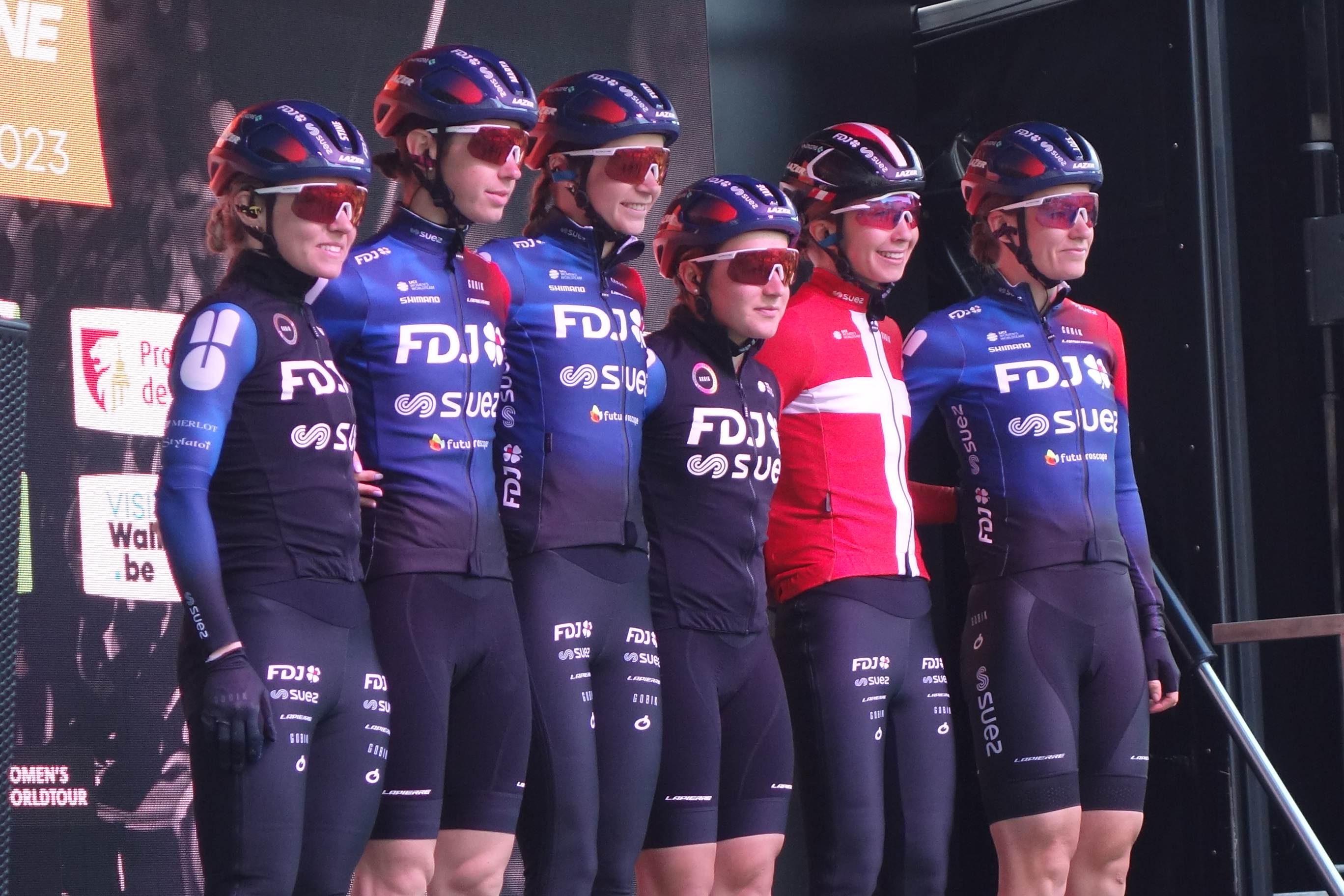
Équipe à la Flèche wallonne

L'effectif est stable avec les arrivées de Loes Adegeest et Gladys Verhulst, ainsi que le départ de Brodie Chapman. Cecilie Uttrup Ludwig effectue une saison régulière. Elle est troisième des Strade Bianche. Sixième du Tour d'Italie et septième du Tour de France. Aux championnats du monde sur route, elle prend la médaille de bronze sur route. Au Tour de Scandinavie, elle gagne deux étapes, mais doit se contenter de la seconde place au classement général pour deux secondes. Elle conclut la saison avec la victoire sur le Tour d'Émilie. Grace Brown commence la saison en Australie avec le titre national en contre-la-montre puis la victoire sur le Women's Tour Down Under. Elle s'impose au Grand Prix du Morbihan et au Tour de Bretagne. Elle est deuxième du championnats du monde du contre-la-montre avant de remporter le contre-la-montre du Tour de Scandinavie. Évita Muzic montre une belle progression, avec une cinquième place à la Flèche wallonne, une sixième place au Tour d'Espagne puis au Tour du Pays basque. Loes Adegeest gagne la Cadel Evans Great Ocean. Marta Cavalli, sûrement affectée par sa chute au Tour de France 2022, réalise une saison en deçà de la précédente. Elle s'impose toutefois au Tour féminin international des Pyrénées et au Tour de l'Ardèche. Vittoria Guazzini est troisième du Trofeo Alfredo Binda-Comune di Cittiglio. Eugénie Duval termine au pied du podium à Paris-Roubaix. Cecilie Uttrup Ludwig est septième du classement UCI et treizième de l'UCI World Tour. FDJ-Suez est respectivement cinquième et sixième de ces classements.

### 2024

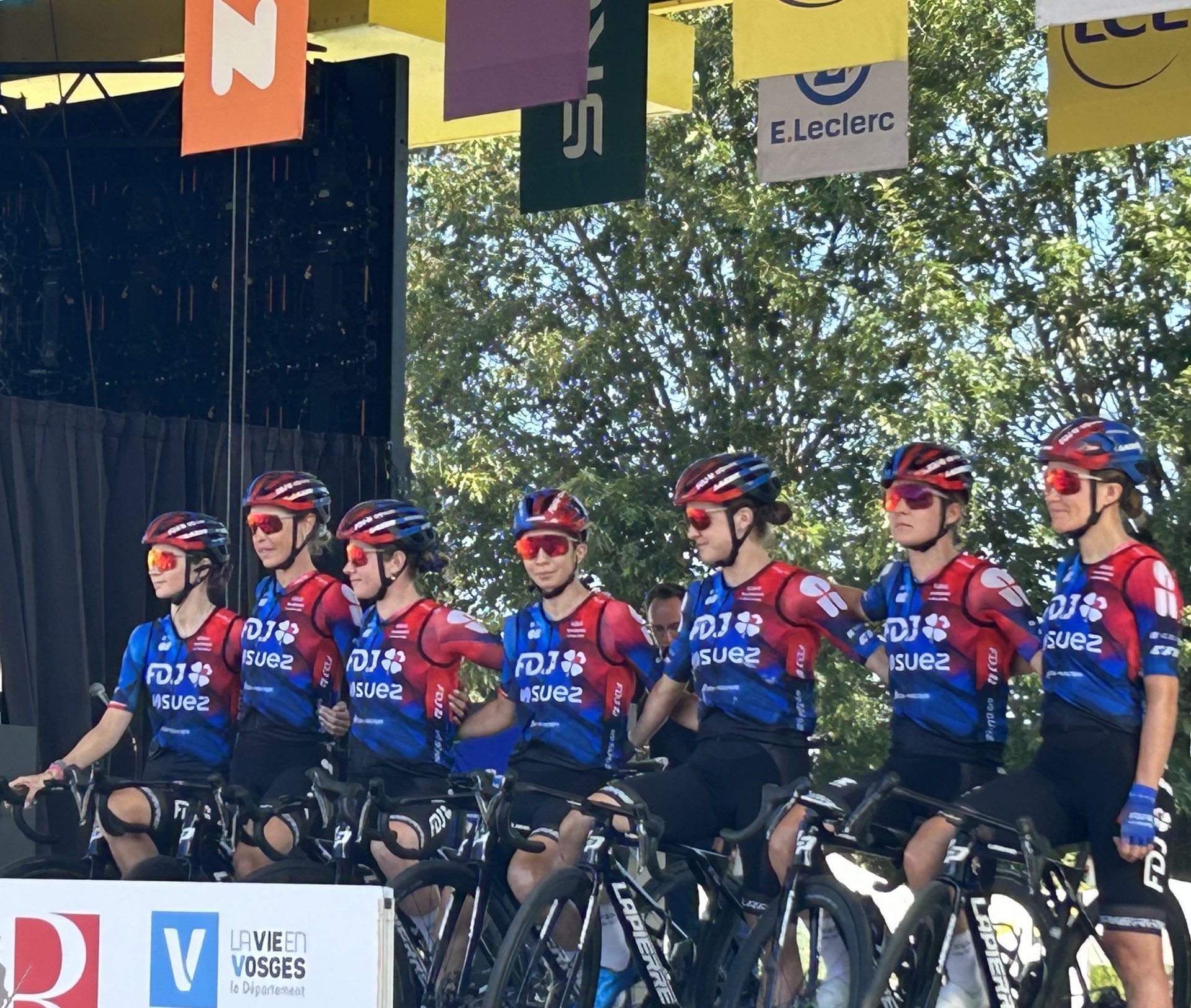
L’équipe à la présentation des coureuses avant l’étape 6 du Tour de France 2024.

D’un point de vue des transferts, l’équipe se sépare de cinq coureuses et en fait venir six. Parmi les principaux départs, on peut noter la Française Clara Copponi et la vétérante Emilia Fahlin,. Du côté des arrivées, la principale recrue est Amber Kraak. L’effectif 2024 compte alors 16 coureuses. La première victoire de la saison survient dès janvier avec l’épreuve chronométrée des championnats d'Australie sur route. La deuxième ne tarde pas, Cecilie Uttrup Ludwig remporte un sprint massif sur le Tour Down Under. En février, la recrue Amber Kraak remporte la dernière étape du Tour des Émirats arabes unis en solitaire grâce à une échappée. Quelques jours plus tard, c’est Vittoria Guazzini qui s’impose sur Le Samyn des Dames. En avril Grâce Brown offre à son équipe sa première victoire sur un monument à l’occasion de Liège-Bastogne-Liège. Un mois plus tard, Évita Muzic termine 5e du Tour d’Espagne et s’adjuge une étape. L’Australienne Grace Brown continue sa bonne saison en s’imposant sur le Tour de Bretagne ainsi que deux étapes, en fin de saison, elle remportera également le Chrono des Nations. En juillet sur le Tour de France, Évita Muzic se classe à la quatrième place du classement général. En septembre sur le Tour de l'Ardèche, Nina Buysman gagne une étape. Muzic termine finalement 9e du classement mondial UCI tandis que l’équipe finit 8e.

### 2025 : arrivée de Demi Vollering, victoire sur le Tour d’Espagne

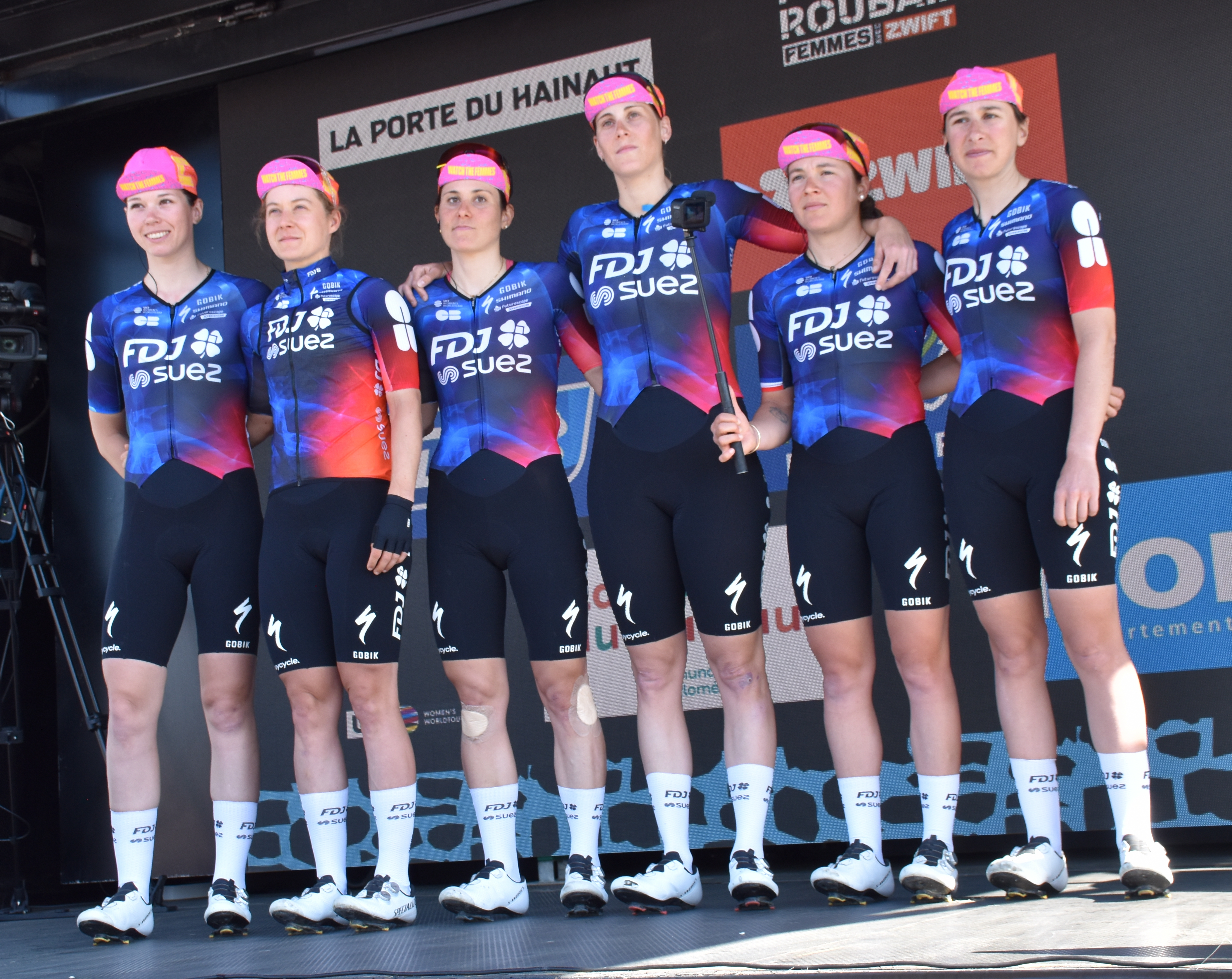
Paris-Roubaix 2025 - Présentation.

## Classements UCI
Ce tableau présente les places de l'équipe au classement de l'Union cycliste internationale en fin de saison, ainsi que la meilleure cycliste au classement individuel de chaque saison.
| Classement UCI | Classement UCI         | Classement UCI                              | Classement UCI |
| Année          | Classement par équipes | Meilleure coureuse au classement individuel |                |
| -------------- | ---------------------- | ------------------------------------------- | -------------- |
| 2006           | 15e                    | Marina Jaunâtre (43e)                       |                |
| 2007           | 10e                    | Marina Jaunâtre (17e)                       |                |
| 2008           | 26e                    | Karine Gautard-Roussel (104e)               |                |
| 2009           | 21e                    | Karine Gautard-Roussel (94e)                |                |
| 2010           | 18e                    | Christel Ferrier-Bruneau (79e)              |                |
| 2011           | 18e                    | Karol-Ann Canuel (64e)                      |                |
| 2012           | 18e                    | Carlee Taylor (83e)                         |                |
| 2013           | 19e                    | Karol-Ann Canuel (51e)                      |                |
| 2014           | 21e                    | Roxane Fournier (65e)                       |                |
| 2015           | 14e                    | Roxane Fournier (32e)                       |                |
| 2016           | 14e                    | Roxane Fournier (26e)                       |                |
| 2017           | 11e                    | Shara Gillow (25e)                          |                |
| 2018           | 18e                    | Roxane Fournier (54e)                       |                |
| 2019           | 21e                    | Stine Borgli (43e)                          |                |
| 2020           | 10e                    | Cecilie Uttrup Ludwig (9e)                  |                |
| 2022           | 4e                     | Cecilie Uttrup Ludwig (9e)                  |                |
| 2023           | 5e                     | Cecilie Uttrup Ludwig (7e)                  |                |
| 2024           | 8e                     | Évita Muzic (9e)                            |                |
|                |                        |                                             |                |
| Source : UCI   |                        |                                             |                |

L'équipe a intégré la Coupe du monde en 2006. Le tableau ci-dessous présente les classements de l'équipe sur ce circuit, ainsi que sa meilleure coureuse au classement individuel.
| Coupe du monde | Coupe du monde         | Coupe du monde                              | Coupe du monde |
| Année          | Classement par équipes | Meilleure coureuse au classement individuel |                |
| -------------- | ---------------------- | ------------------------------------------- | -------------- |
| 2006           | 19e                    | Nathalie Jeuland (77e)                      |                |
| 2007           | 10e                    | Marina Jaunâtre (27e)                       |                |
| 2009           | 25e                    | Pascale Jeuland (56e)                       |                |
| 2010           | 22e                    | Christel Ferrier-Bruneau (45e)              |                |
| 2011           | 29e                    | Karol-Ann Canuel (97e)                      |                |
| 2012           | 14e                    | Karol-Ann Canuel (37e)                      |                |
| 2013           | 19e                    | Karol-Ann Canuel (31e)                      |                |
| 2014           | 22e                    | Roxane Fournier (51e)                       |                |
| 2015           | 14e                    | Roxane Fournier (39e)                       |                |
|                |                        |                                             |                |
| Source : UCI   |                        |                                             |                |

En 2016, l'UCI World Tour féminin vient remplacer la Coupe du monde.
| UCI World Tour | UCI World Tour         | UCI World Tour                              | UCI World Tour |
| Année          | Classement par équipes | Meilleure coureuse au classement individuel |                |
| -------------- | ---------------------- | ------------------------------------------- | -------------- |
| 2016           | 13e                    | Roxane Fournier (20e)                       |                |
| 2017           | 10e                    | Shara Gillow (19e)                          |                |
| 2018           | 15e                    | Shara Gillow (59e)                          |                |
| 2019           | 16e                    | Emilia Fahlin (40e)                         |                |
| 2020           | 9e                     | Cecilie Uttrup Ludwig (10e)                 |                |
| 2022           | 4e                     | Marta Cavalli (7e)                          |                |
| 2023           | 6e                     | Cecilie Uttrup Ludwig (13e)                 |                |
| 2024           | 7e                     | Évita Muzic (9e)                            |                |
|                |                        |                                             |                |
| Source : UCI   |                        |                                             |                |

## Principales victoires

### Course par étapes
- Tour de Bretagne : 2006, 2007 (Marina Jaunâtre), 2013 (Audrey Cordon-Ragot), 2022 (Vittoria Guazzini), 2023 et 2024 (Grace Brown)
- Tour de Catalogne : 2025 (Demi Vollering)
- Tour des Pyrénées : 2023 (Marta Cavalli)
- Tour Down Under : 2023 (Grace Brown)
- Tour de Grande-Bretagne : 2025 (Ally Wollaston)
- Tour de Scandinavie : 2022 (Cecilie Uttrup Ludwig)
- Tour du Pays basque : 2025 (Demi Vollering)

### Course d’un jour
- Amstel Gold Race : 2022 (Marta Cavalli)

- Cadel Evans GORR : 2023 (Loes Adegeest) et 2025 (Ally Wollaston)
- Cholet-Pays de Loire : 2012 (Audrey Cordon-Ragot)

- Chrono des Nations : 2024 (Grace Brown)
- Flèche wallonne : 2022 (Marta Cavalli)
- Clásica de Almería : 2025 (Ally Wollaston)
- Grand Prix de Dottignies : 2015 (Roxane Fournier)
- Grand Prix du Morbihan : 2023 (Grace Brown)
- Grand Prix de Chambéry : 2022 (Brodie Chapman) et 2023 (Victorie Guilman)
- Grand Prix d'Isbergues : 2018 (Lauren Kitchen)
- La Choralis Fourmies : 2022 (Clara Copponi)
- La Périgord Ladies : 2019 (Coralie Demay) et 2022 (Grace Brown)
- La Picto-Charentaise : 2022 (Marie Le Net)
- Le Samyn des Dames : 2024 (Vittoria Guazzini)

- Liège-Bastogne-Liège : 2024 (Grace Brown)
- Mont Ventoux Dénivelé Challenges : 2022 (Marta Cavalli)
- Strade Bianche : 2025 (Demi Vollering)
- Surf Coast Classic : 2020 (Brodie Chapman) et 2025 (Ally Wollaston)
- Tour d'Émilie : 2020 et 2023 (Cecilie Uttrup Ludwig)

### Championnats du monde
- Championnats du monde sur route : 2
  - Contre-la-montre : 2024 (Grace Brown)
  - Contre-la-montre espoirs : 2022 (Vittoria Guazzini)
- Championnats du monde sur piste : 1
  - Scratch : 2010 (Pascale Jeuland)

### Jeux Olympiques
- Paris 2024
  - Contre-la-montre : 2024 (Grace Brown)
  - Course à l'américaine : 2024 (Vittoria Guazzini)

### Jeux du Commonwealth
- Birmingham 2022
  - Contre-la-montre : 2022 (Grace Brown)

### Championnats nationaux
Cyclisme sur route
- Championnats d'Australie sur route : 4
  - Contre-la-montre : 2022, 2023 et 2024 (Grace Brown)
  - Critérium : 2014 (Sarah Roy)
- Championnats d'Autriche sur route : 1
  - Course en ligne : 2012 (Andrea Graus)
- Championnats du Canada sur route : 1
  - Contre-la-montre : 2010 (Julie Beveridge)
- Championnats du Danemark sur route : 1
  - Course en ligne : 2022 (Cecilie Uttrup Ludwig)
- Championnats de France sur route : 13
  - Course en ligne : 2012 (Marion Rousse), 2017 (Charlotte Bravard), 2019 (Jade Wiel), 2021 (Évita Muzic) et 2025 (Marie Le Net)
  - Course en ligne espoirs : 2011 (Audrey Cordon), 2012 (Marion Rousse) et 2019 (Évita Muzic)
  - Contre-la-montre espoirs : 2006 (Karine Gautard), 2011 (Audrey Cordon), 2016, 2017 (Séverine Eraud) et 2019 (Maëlle Grossetête)
- Championnats du Japon sur route : 2
  - Course en ligne : 2017 (Eri Yonamine)
  - Contre-la-montre : 2017 (Eri Yonamine)
- Championnats d'Italie sur route : 2
  - Contre-la-montre : 2024 et 2025 (Vittoria Guazzini)
- Championnats de Suède sur route : 1
  - Course en ligne : 2023 (Emilia Fahlin)

Piste
- Championnats de France de cyclisme sur piste : 15
  - Poursuite par équipes : 2013 (Audrey Cordon, Fiona Dutriaux, Pascale Jeuland), 2014 (Fiona Dutriaux, Roxane Fournier, Pascale Jeuland) et 2015 (Aude Biannic, Roxane Fournier, Pascale Jeuland)
  - Poursuite : 2009 (Fiona Dutriaux), 2010, 2013, 2014 (Pascale Jeuland)
  - Course aux points : 2007, 2008, 2009 (Pascale Jeuland), 2010 (Fiona Dutriaux)
  - Omnium : 2010, 2012 (Fiona Dutriaux)
  - Scratch : 2009, 2014 (Pascale Jeuland)

Cyclo-cross
- Championnats de France de cyclo-cross : 1
  - 2010 (Caroline Mani)

## Résultats sur les grands tours
En 2025, Demi Vollering offre à son équipe une première victoire sur un classement général d’un grand tour, à l’occasion du Tour d'Espagne. Les meilleurs résultats obtenus au classement général des deux autres grands tours sont une deuxième place avec Marta Cavalli lors du Tour d'Italie 2020 et une deuxième place avec Demi Vollering lors du Tour de France 2025.
- Tour de France Femmes :
  - 4 participations (2022, 2023, 2024, 2025)
  - 1 victoire d'étape :
    - 1 en 2022 : Cecilie Uttrup Ludwig (étape 3)

  - Meilleur classement général : 2e (Demi Vollering en 2025)
  - 2 classements annexes :
    -  Classement de la montagne : 2025 (Elise Chabbey)
    -  Classement par équipes : 2025
- Tour d'Italie féminin
  - 9 participations (2016, 2017, 2018, 2019, 2020, 2021, 2022, 2023, 2024, 2025)
  - 1 victoire d'étape :
    - 1 en 2020 : Évita Muzic (étape 9)

  - Meilleur classement général : 2e (Marta Cavalli en 2020)
  - 2 classements annexes :
    -  Classement par points : 2020 (Cecilie Uttrup Ludwig)
    -  Classement par équipes : 2022
- La Vuelta Femenina
  - 7 participations (2018, 2019, 2021, 2022, 2023, 2024, 2025)
  - 4 victoires d'étapes :
    - 1 en 2022 : Grace Brown (étape 3)
    - 1 en 2024 : Évita Muzic (étape 6)
    - 2 en 2025 : Demi Vollering (étapes 5 et 7)

  - 1 classement général :  
    -  Classement général : 2025 (Demi Vollering)

  - 1 classement annexe : 
    -  Classement par équipes : 2025

## Encadrement de l'équipe
| Année | Code UCI | Nom                                | Cat.       | Vélo     | Encadrement                                                                                             |
| ----- | -------- | ---------------------------------- | ---------- | -------- | --- |
| 2006  | FUT      | Vienne Futuroscope                 | WT         |          | Manager : Serge Gautreau Dir. sportif : Damien Pommereau, Raymond Besson, Cyril Lebordais               |
| 2007  | FUT      | Vienne Futuroscope                 | WT         |          | Manager : Serge Gautreau Dir. sportif : Damien Pommereau                                                |
| 2008  | FUT      | Vienne Futuroscope                 | WT         |          | Manager : Serge Gautreau Dir. sportif : Damien Pommereau, Jean-Christophe Barbotin                      |
| 2009  | FUT      | Vienne Futuroscope                 | WT         |          | Manager : Serge Gautreau Dir. sportif : Damien Pommereau, Jean-Christophe Barbotin                      |
| 2010  | FUT      | Vienne Futuroscope                 | WT         |          | Manager : Serge Gautreau Dir. sportif : Damien Pommereau                                                |
| 2011  | FUT      | Vienne Futuroscope                 | WT         |          | Manager : Serge Gautreau Dir. sportif : Damien Pommereau                                                |
| 2012  | FUT      | Vienne Futuroscope                 | WT         |          | Manager : Serge Gautreau Dir. sportif : Paul Brousse, Jean-Christophe Barbotin                          |
| 2013  | FUT      | Vienne Futuroscope                 | WT         | BH       | Manager : Serge Gautreau Dir. sportif : Paul Brousse, Jean-Christophe Barbotin                          |
| 2014  | FUT      | Poitou-Charentes.Futuroscope.86    | WT         | BH       | Manager : Serge Gautreau Dir. sportif : Paul Brousse                                                    |
| 2015  | FUT      | Poitou-Charentes.Futuroscope.86    | WT         | BH       | Manager : Serge Gautreau Dir. sportif : Paul Brousse, Jean-Christophe Barbotin                          |
| 2016  | FUT      | Poitou-Charentes.Futuroscope.86    | WT         | BH       | Manager : Serge Gautreau Dir. sportif : Nicolas Marche                                                  |
| 2017  | FDJ      | FDJ Nouvelle-Aquitaine Futuroscope | WT         | Lapierre | Manager : Stephen Delcourt Dir. sportif : Nicolas Marche                                                |
| 2018  | FDJ      | FDJ Nouvelle-Aquitaine Futuroscope | WT         | Lapierre | Manager : Stephen Delcourt Dir. sportif : Cédric Barre, Nicolas Maire                                   |
| 2019  | FDJ      | FDJ Nouvelle-Aquitaine Futuroscope | WT         | Lapierre | Manager : Stephen Delcourt Dir. sportif : Cédric Barre, Nicolas Maire, Flavien Soenen                   |
| 2020  | FDJ      | FDJ Nouvelle-Aquitaine Futuroscope | World Team | Lapierre | Manager : Stephen Delcourt Dir. sportif : Cédric Barre, Nicolas Maire                                   |
| 2021  | FDJ      | FDJ Nouvelle-Aquitaine Futuroscope | World Team | Lapierre | Manager : Stephen Delcourt Dir. sportif : Cédric Barre, Nicolas Maire                                   |
| 2022  | FDJ      | FDJ Nouvelle-Aquitaine Futuroscope | World Team | Lapierre | Manager : Stephen Delcourt Dir. sportif : Cédric Barre, Nicolas Maire                                   |
| 2023  | FDJ      | FDJ-Suez                           | World Team | Lapierre | Manager : Stephen Delcourt Dir. sportif : Cédric Barre, Nicolas Maire, Flavien Soenen                   |
| 2024  | FST      | FDJ-Suez                           | World Team | Lapierre | Manager : Stephen Delcourt Dir. sportif : Nicolas Maire, Cédric Barre, Lieselot Decroix, Flavien Soenen |

## Partenaires
Le parc d'attraction du Futuroscope est depuis la création de l'équipe son partenaire principal. Le conseil général de la Vienne en est le second partenaire. En 2014, le conseil régional du Poitou-Charentes vient se substituer à la Vienne comme partenaire.
L'équipe court sur des cycles de la marque Lapierre.
En 2018, les vélos sont des Lapierre Xelius / Aircode, équipés de groupes Shimano Dura Ace DI2. Pro Bike Gear fournit les potences, Prologo les selles, Elite les porte-bidons, Shimano les roues, Continental les pneus, Ceramic les roulements et Shimano les pédales

## Politique du port des maillots de championnes nationales
À la suite de son partenariat avec FDJ et l'équipe masculine Groupama-FDJ, une nouvelle politique du port des maillots de championnes nationales est mis en place à partir de la saison 2019. Aucune mention de sponsor n'apparait désormais sur les maillots des championnes nationales. En effet, Marc Madiot le manager de l'équipe masculine, ancien champion de France sur route et de cyclo-cross, est un ancien porteur du maillot tricolore. Il considère ce maillot comme le plus beau. Le fait de porter le drapeau national a une importance pour lui. La première championne française à bénéficier de cette réforme est Jade Wiel à la suite de son titre de championne de France sur route 2019, puis Évita Muzic. Cette règle s'est aussi imposée chez les coureuses étrangères, comme la Suédoise Emilia Fahlin, l'Australienne Grace Brown puis la Danoise Cecilie Uttrup Ludwig.

## L'équipe en 2025

### Effectif
| Effectif 2025            | Effectif 2025     | Effectif 2025    | Effectif 2025                    |
| Cycliste                 | Date de naissance | Pays             | Équipe précédente                |
| ------------------------ | ----------------- | ---------------- | -------------------------------- |
| Loes Adegeest            | 7 août 1996       | Pays-Bas         | IBCT (2022)                      |
| Nina Buysman             | 16 novembre 1997  | Pays-Bas         | Human Powered Health (2023)      |
| Élise Chabbey            | 24 avril 1993     | Suisse           | Canyon-SRAM Racing (2024)        |
| Léa Curinier             | 21 avril 2001     | France           | Team dsm-firmenich (2023)        |
| Coralie Demay            | 10 octobre 1992   | France           | St Michel-Mavic-Auber 93 (2023)  |
| Eugénie Duval            | 3 mai 1993        | France           |                                  |
| Célia Gery               | 4 janvier 2006    | France           |                                  |
| Vittoria Guazzini        | 26 décembre 2000  | Italie           | Valcar-Travel & Service (2021)   |
| Amber Kraak              | 29 juillet 1994   | Pays-Bas         | Team Jumbo-Visma (2023)          |
| Juliette Labous          | 4 novembre 1998   | France           | Team dsm-firmenich PostNL (2024) |
| Marie Le Net             | 25 janvier 2000   | France           | Breizh Ladies (2018)             |
| Lauren Molengraaf        | 5 octobre 2005    | Pays-Bas         |                                  |
| Évita Muzic              | 26 mai 1999       | France           | VC Morteau Montbenoit (2017)     |
| Églantine Rayer          | 12 juin 2004      | France           | Team dsm-firmenich PostNL (2024) |
| Alessia Vigilia          | 1 septembre 1999  | Italie           | Top Girls Fassa Bortolo (2023)   |
| Demi Vollering           | 15 novembre 1996  | Pays-Bas         | SD Worx-Protime (2024)           |
| Jade Wiel                | 2 avril 2000      | France           | VC Morteau Montbenoit (2018)     |
| Ally Wollaston           | 4 janvier 2001    | Nouvelle-Zélande | AG Insurance-Soudal Team (2024)  |
|                          |                   |                  |                                  |
| Source : ProCyclingStats |                   |                  |                                  |

### Victoires
| Victoires | Victoires                                            | Victoires   | Victoires | Victoires         | Victoires |
| Date      | Course                                               | Pays        | Classe    | Vainqueur         |           |
| --------- | ---------------------------------------------------- | ----------- | --------- | ----------------- | --------- |
| 29 janv.  | Surf Coast Classic                                   | Australie   | 1.1       | Ally Wollaston    |           |
| 1 fév.    | Cadel Evans Great Ocean Road Race Women              | Australie   | 1.WWT     | Ally Wollaston    |           |
| 13 fév.   | 1re étape de la Semaine cycliste valencienne         | Espagne     | 2.Pro     | Demi Vollering    |           |
| 16 fév.   | Classement général, Semaine cycliste valencienne     | Espagne     | 2.Pro     | Demi Vollering    |           |
| 23 fév.   | Clàssica d'Almeria                                   | Espagne     | 1.1       | Ally Wollaston    |           |
| 8 mars    | Strade Bianche                                       | Italie      | 1.WWT     | Demi Vollering    |           |
| 8 mai     | 5e étape du Tour d'Espagne                           | Espagne     | 2.WWT     | Demi Vollering    |           |
| 10 mai    | Classement général, Tour d'Espagne                   | Espagne     | 2.WWT     | Demi Vollering    |           |
| 10 mai    | 7e étape du Tour d'Espagne                           | Espagne     | 2.WWT     | Demi Vollering    |           |
| 18 mai    | Classement général, Tour du Pays basque              | Espagne     | 2.WWT     | Demi Vollering    |           |
| 18 mai    | 3e étape du Tour du Pays basque                      | Espagne     | 2.WWT     | Demi Vollering    |           |
| 6 juin    | 1re étape du Tour de Catalogne                       | Espagne     | 2.1       | Élise Chabbey     |           |
| 7 juin    | 2e étape du Tour de Catalogne                        | Espagne     | 2.1       | Demi Vollering    |           |
| 8 juin    | Classement général, Tour de Grande-Bretagne          | Royaume-Uni | 2.WWT     | Ally Wollaston    |           |
| 8 juin    | 3e étape du Tour de Catalogne                        | Espagne     | 2.1       | Loes Adegeest     |           |
| 8 juin    | Classement général, Tour de Catalogne                | Espagne     | 2.1       | Demi Vollering    |           |
| 13 juin   | 1re étape du Tour Féminin International des Pyrénées | France      | 2.1       | Ally Wollaston    |           |
| 13 juin   | 2e étape du Tour de Suisse                           | Suisse      | 2.WWT     | Amber Kraak       |           |
| 26 juin   | Championnat d'Italie du contre-la-montre             | Italie      | CN        | Vittoria Guazzini |           |
| 28 juin   | Championnat de France sur route                      | France      | CN        | Marie Le Net      |           |

## Saisons précédentes

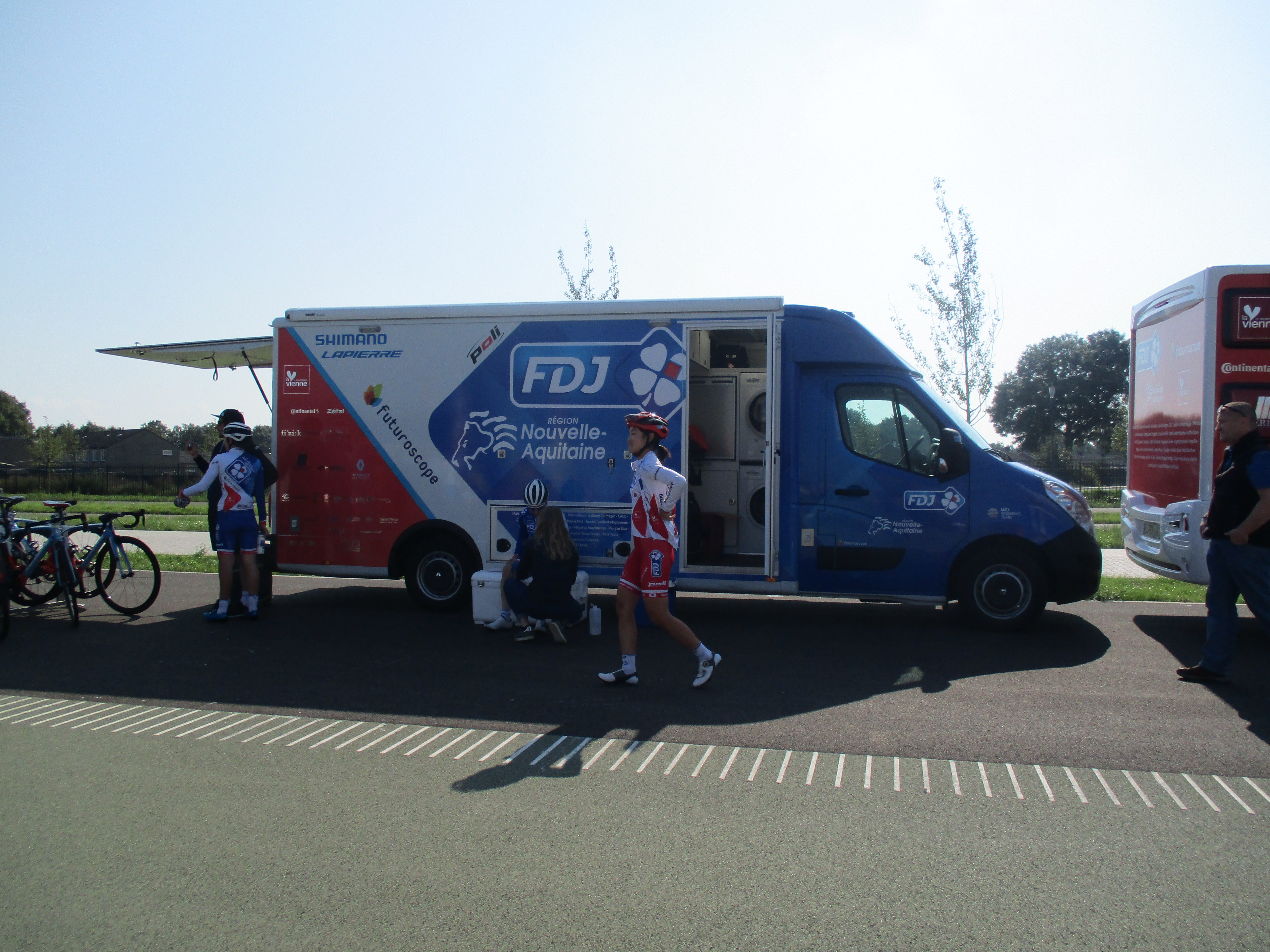
Bus de l'équipe en 2017

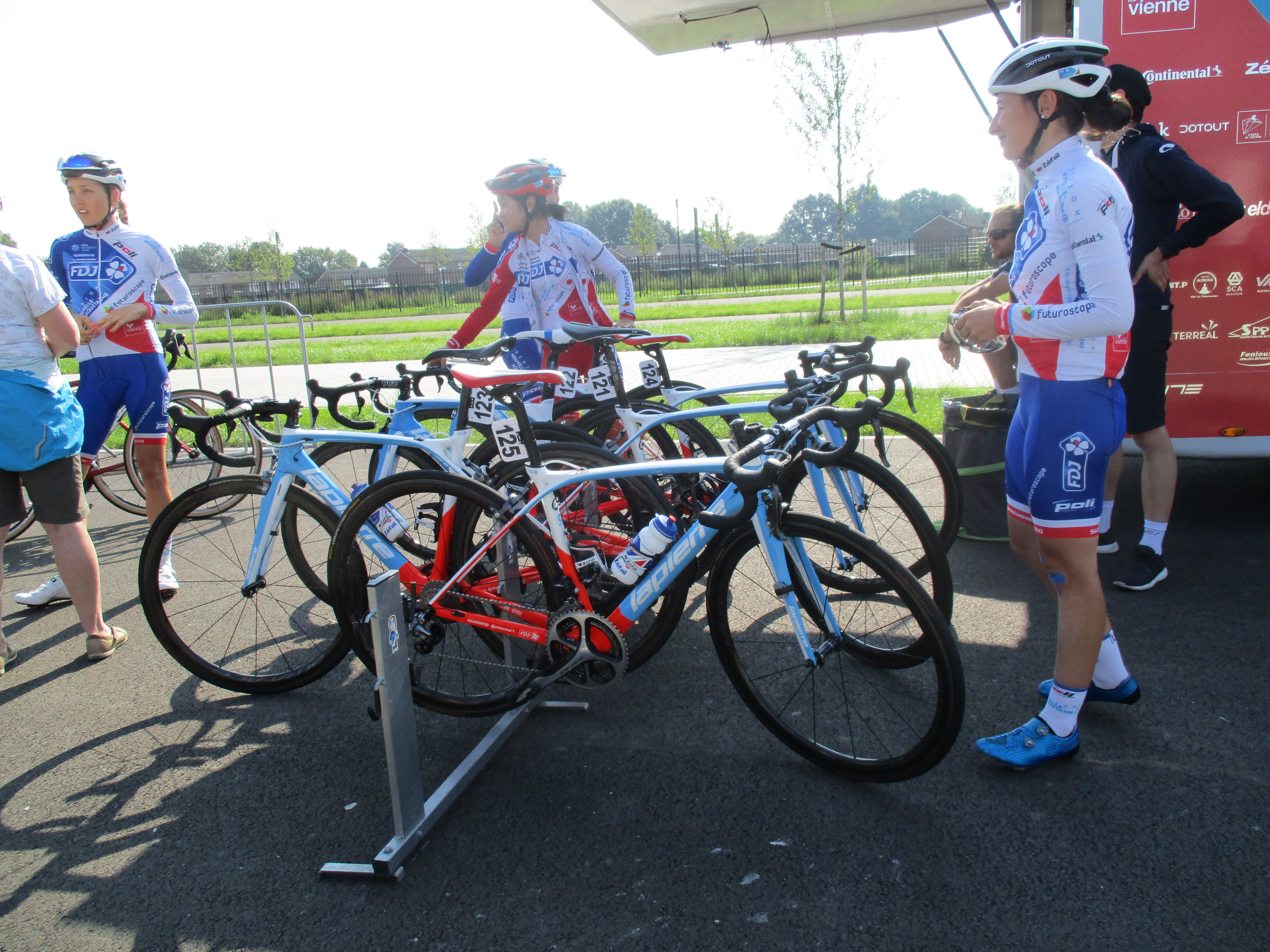
Vélo de l'équipe en 2017

- Saison 2020
- Saison 2021
- Saison 2022
- Saison 2023
- Saison 2024